# Generazione di fenomeni/Bianco di gesso nero di cuore
Generazione di fenomeni/Bianco di gesso nero di cuore è un 45 giri degli Stadio, pubblicato dalla EMI Italiana nel 1991, estratto dall'album Siamo tutti elefanti inventati (1991).

## Descrizione
Esiste in due formati in vinile: singolo da 7" (sette pollici) (catalogo EMI Italiana 06-1188567) e maxi singolo da 12" pollici (14-1188566).
Raggiunge la posizione numero 14 nella classifica italiana.

## I brani
Generazione di fenomeni è stata la sigla di coda  della serie televisiva di Rai 2 intitolata I ragazzi del muretto. I brani saranno raccolti nell'antologia Il canto delle pellicole del 1996, con Generazione di fenomeni nella versione dal vivo estratta dall'album Stadiomobile Live del 1993.

## Tracce
Gli autori del testo precedono i compositori della musica da cui sono separati con un trattino. Nessun trattino significa contemporaneamente autori e compositori.
Edizioni musicali EMI Music Publishing, Le Furie, Publy Music.
Lato A
1. Generazione di fenomeni – 4:54 (Saverio Grandi, Gaetano Curreri)

Lato B
1. Bianco di gesso, nero di cuore – 4:19 (testo: Roberto Roversi – musica: Beppe D'Onghia, Gaetano Curreri)

## Formazione
- Gaetano Curreri - voce, tastiere
- Luca Orioli - tastiere
- Andrea Fornili - chitarre
- Giovanni Pezzoli - batteria
- Alessandro Magri - Programmazione